# جيم ماكليستر
جيم ماكليستر (بالإنجليزية: Jim McAllister)‏ هو سياسي بريطاني، ولد في 1944، وتوفي في 9 أبريل 2013. في انتخابات الجمعية التشريعية لأيرلندا الشمالية 1982 ‏، انتخب عضو الجمعية التشريعية لأيرلندا الشمالية 1982-1986 ‏ وقد انضم خلال فترته النيابية ‏ للكتلة البرلمانية شين فين.